# Октябрьский (Новопокровский район)
Октя́брьский — посёлок в Новопокровском районе Краснодарского края.
Входит в состав Незамаевского сельского поселения.

## Население
| 2002 | 2010 |
| ---- | ---- |
| 352  | ↘224 |

## Улицы
| - ул. Гагарина, - ул. Кирпичная, - ул. Красная, - пер. Ломоносова, - ул. Ломоносова, | - ул. Мира, - ул. Пионерская, - ул. Советская, - ул. Центральная, - ул. Шевченко. |